# Kompleks osadowy skorupy ziemskiej
Kompleks osadowy skorupy ziemskiej stanowi jeden z dwóch głównych, obok kompleksu krystalicznego, kompleksów skał tworzących skorupę Ziemi.
W części kontynentalnej – zróżnicowany, zbudowany z luźnych i zwięzłych skał osadowych, o zmiennej grubości od 0 do 20 km (w niektórych górotworach fałdowych). W wielu obszarach w ogóle nie występuje, odsłaniając kompleks krystaliczny, w postaci tarcz krystalicznych i górskich trzonów krystalicznych.
W części oceanicznej – występuje prawie na całym obszarze dna, poza grzbietami śródoceanicznymi. Budują go skały luźne lub słabo skonsolidowane, zwykle bez deformacji. Miąższość waha się od 300 do 500 m i maksymalnie dochodzi do 2 km.